# Roman Malinovski
Pour les articles homonymes, voir Malinovski.
Roman Vatslavovitch Malinovski (en russe : Роман Вацлавович Малиновский), dit Ernest, dit le Tailleur, dit Constantin, né en Russie le 18 mars 1876, mort exécuté à Moscou le 5 novembre 1918, est un militant bolchevik, en réalité agent provocateur de l'Okhrana infiltré au sein du mouvement révolutionnaire russe.

## Biographie
D'origine paysanne polonaise, Roman Malinovski commença par travailler comme serrurier, ce qui lui donna l'occasion d'effectuer des cambriolages, et fut arrêté en 1902. En 1906, il lui fut proposé de faire oublier son passé à condition de collaborer avec l'Okhrana, afin d'espionner la fraction bolchevik du Parti ouvrier social-démocrate de Russie (POSDR), parti qu'il avait quelque peu fréquenté auparavant. Secrétaire du syndicat des métallurgistes de Saint-Pétersbourg de 1908 à 1910, c'est en tant que militant ouvrier qu'il se fit remarquer par les cercles révolutionnaires. À la suite d'une nouvelle arrestation, en 1910, il se lia définitivement à l'Okhrana, touchant des appointements réguliers.
Malinovski rencontra Lénine pour la première fois à Prague, où se tenait une conférence bolchévique, en janvier 1912. Lénine l'accueillit avec enthousiasme et insista pour qu'il soit élu au comité central. Avoir avec lui un militant ouvrier qui partageait son opinion sur la nécessité d'une rupture avec les menchéviks à un moment où nombre de bolchéviks hésitaient sur cette question lui semblait un atout sérieux.
Quelques mois plus tard, Malinovski, fut élu à la IVe Douma, où les mencheviks et les bolcheviks constituaient encore un groupe unique. Cette élection a été rendue possible par l'action de l'Okhrana, qui avait tout intérêt à avoir un agent provocateur siégeant à la Douma. Une fiche interne de la Section financière fait état d'un coût global de 14505 roubles, couvrant les affiches, tracts, gratifications aux agents chargés de préparer les salles de votes, gratifications au candidat. Le menchevik Vassili Cher (1883-1940), qui fut arrêté sur dénonciation de Malinovski, le qualifiait de « Bebel russe ». Il assura la direction des six députés bolchéviks de la Douma, prononçant des discours écrits par Lénine et relus par la police. Pour concilier les exigences contradictoires de l'Okhrana et de Lénine, il lui arrivait dans son double-jeu de supprimer une attaque trop violente de Lénine ou bien d'en rétablir une censurée par la police, au nom de considérations tactiques.
Pour les services rendus à l'Okhrana, Malinovski reçut jusqu'à 500 roubles par mois, somme tout à fait substantielle. En quatre ans, il rédigea plus de 80 dénonciations. En mai 1914, à la stupeur générale, Malinovski démissionna de son siège de député. Lénine crut à un coup de tête, à une crise nerveuse, et conserva cette opinion quand Malinovski vint le voir en Galicie autrichienne. En réalité, le nouveau chef de la police, Djounkovski, jugeait dangereuse la présence d'un agent provocateur à la Douma. Il craignait le scandale et c'est pour l'éviter qu'il ordonna à Malinovski de quitter son siège.
Depuis plusieurs années, Malinovski avait éveillé les soupçons de sociaux-démocrates, aussi bien bolcheviks que mencheviks. Mais Lénine refusait d'y croire. Il y voyait de la calomnie de la part de ses adversaires politiques au sein du mouvement socialiste. En juillet 1914, Lénine, Zinoviev et le social-démocrate polonais Ganetski, qui la présida, formèrent une commission d'enquête chargée d'examiner les accusations portées contre Malinovski. Ils l'interrogèrent longuement et conclurent à son innocence. Après la révolution de 1917, les archives de l'Okhrana changent de mains et Malinovski se sait découvert. Lénine devait reconnaître son erreur de jugement, remarquant néanmoins que si Malinovski avait livré des dizaines de militants à l'Okhrana, il avait contribué, par son activité révolutionnaire, à en former un nombre bien plus important.
Peut-être pour se faire oublier, Malinovski s'engagea dans l'armée russe au début de la Première Guerre mondiale. Il fut fait prisonnier par les Allemands et reprit la propagande révolutionnaire parmi les prisonniers russes. Officiellement démasqué en 1917, lorsque les archives de l'Okhrana tombèrent entre les mains des révolutionnaires, il rentra néanmoins en Russie soviétique en octobre 1918 et alla se livrer aux autorités bolcheviks, en espérant peut-être être épargné. Il déclara au tribunal révolutionnaire qu'il méritait la mort et qu'il avait beaucoup souffert de sa double vie. Nikolai Krylenko, le président du tribunal, estima qu'il ne s'agissait que du coup de bluff d'un aventurier. Malinvski sera fusillé devant le monastère de Tchou.
Victor Serge conclut : « Une révolution ne peut pas s'attarder au déchiffrement des énigmes psychologiques. Elle ne peut pas non plus s'exposer au risque d'être une fois de plus trompée par un joueur trouble et passionné. Le Tribunal révolutionnaire rendit le verdict réclamé à la fois par l'accusateur et l'accusé. Dans la même nuit, quelques heures plus tard, Malinovski traversant une cour écartée du Kremlin recevait à l'improviste une balle dans la nuque. »